# جورج فريزر
جورج فريزر (بالإنجليزية: George Fraser)‏ (1881 بإلغين في المملكة المتحدة - 21 أكتوبر 1951) هو مدرب كرة قدم ولاعب كرة قدم بريطاني (وحمل سابقاً جنسية المملكة المتحدة لبريطانيا العظمى وأيرلندا) في مركز نصف الجناح. لعب مع نادي سندرلاند وإلغين سيتي ‏ ولينكولن سيتي أف سي.